# دوميترو ستانغاسيو
دوميترو ستانغاسيو (بالرومانية: Dumitru Stângaciu)‏ (مواليد 9 أغسطس 1964) هو لاعب كرة قدم. يلعب مع منتخب رومانيا لكرة القدم. سبق له أن لعب في كأس العالم لكرة القدم مع منتخب بلاده.

## روابط خارجية
- دوميترو ستانغاسيو على موقع الاتحاد الدولي (مؤرشف)  (الإنجليزية)
- دوميترو ستانغاسيو على موقع الاتحاد الأوربي (الإنجليزية)
- دوميترو ستانغاسيو على موقع اتحاد تركيا (لاعب) (الإنجليزية)
- دوميترو ستانغاسيو على موقع قاعدة بيانات كرة القدم.إي يو (الإنجليزية)
- دوميترو ستانغاسيو على موقع ناشيونال فوتبول تيمز (الإنجليزية)
- دوميترو ستانغاسيو على موقع عالم كرة القدم.نت (الإنجليزية)